# Талалаївка (Уманський район)
Талала́ївка — село в Україні, у Христинівській міській громаді Уманського району Черкаської області. Розташоване за 8,5 км на південний захід від міста Христинівка та за 3 км від автошляху М30. Населення становить 517 осіб.

## Історія
Під час Голодомору 1932—1933 років, тільки за офіційними даними, від голоду померло 54 мешканця села.
Сповідний перепис села Талалаївка 1811 року. [Архівовано 1 вересня 2017 у Wayback Machine.]

## Відомі люди
- Писаренко Анастасія Митрофанівна (1892—1941) — українська скульпторка.

## Галерея

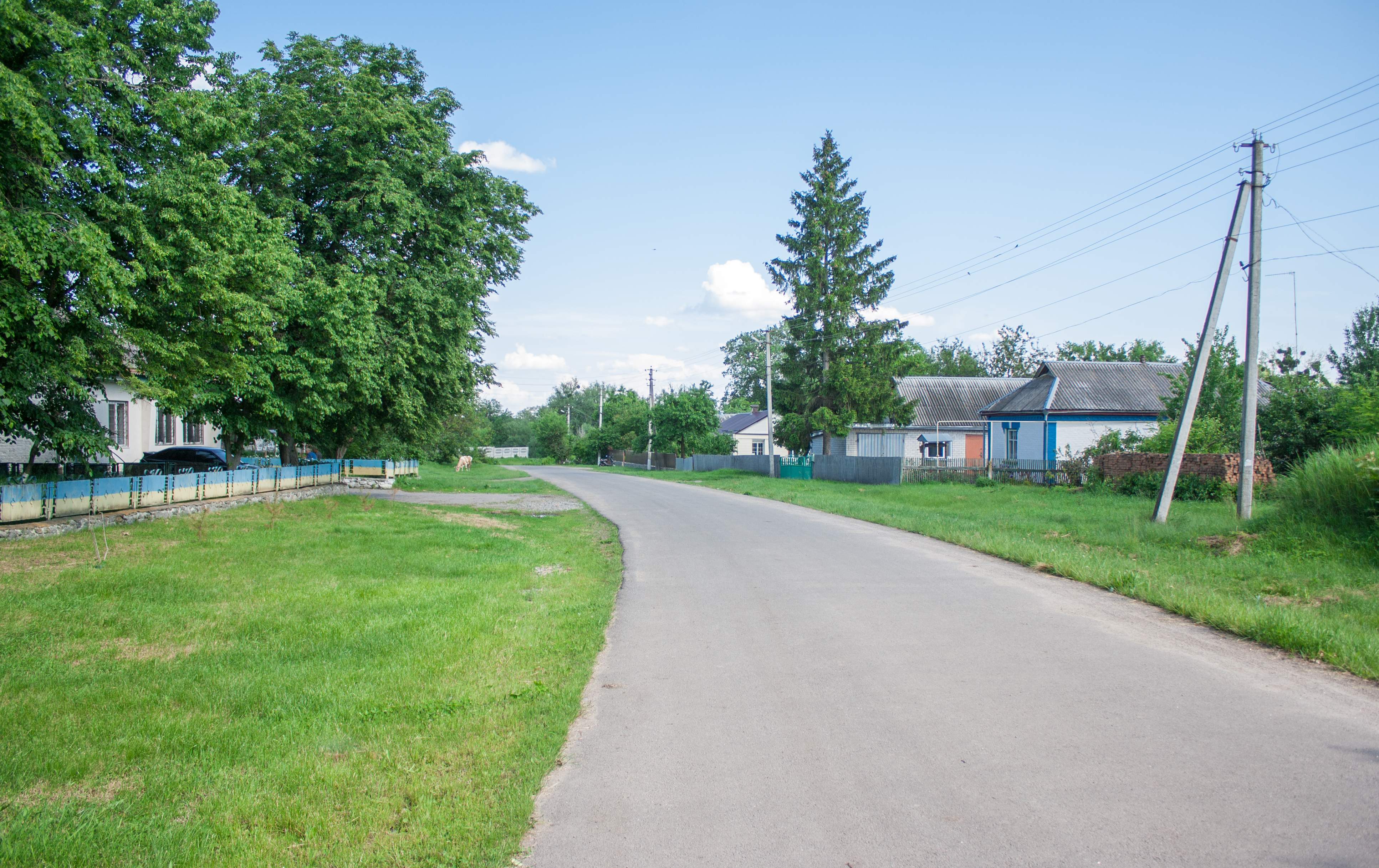
Головна вулиця
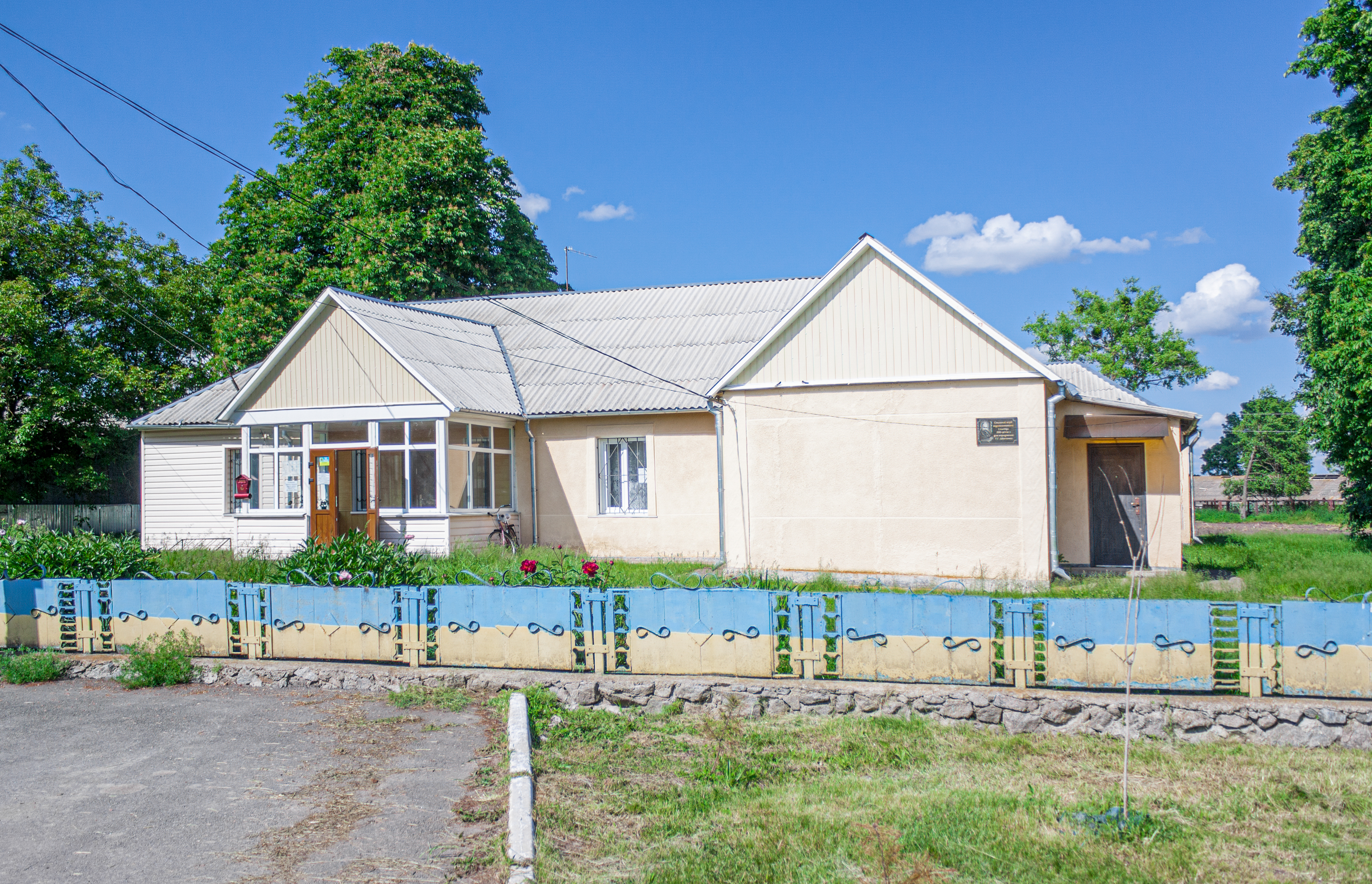
Будинок культури
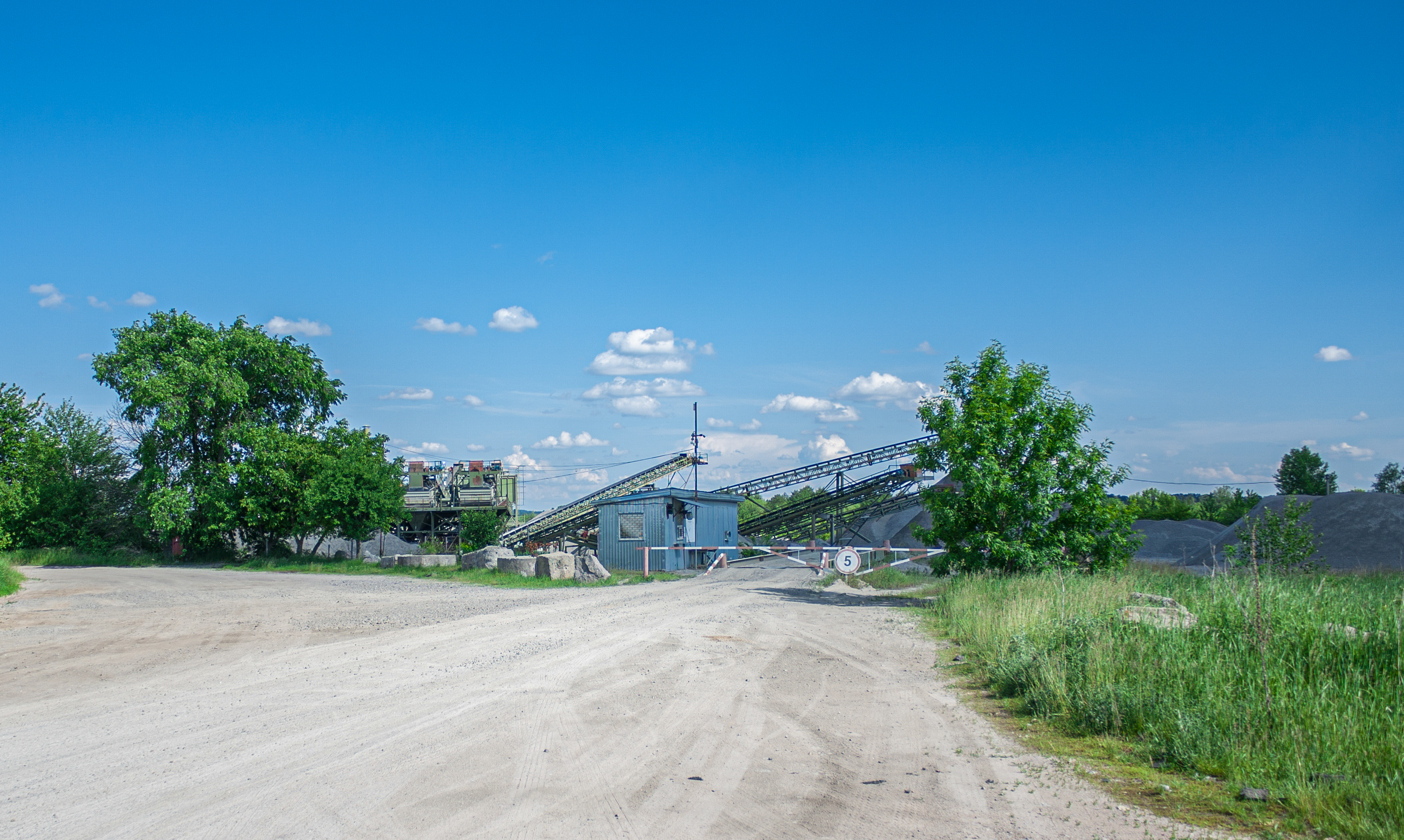
Завод із переробки граніту
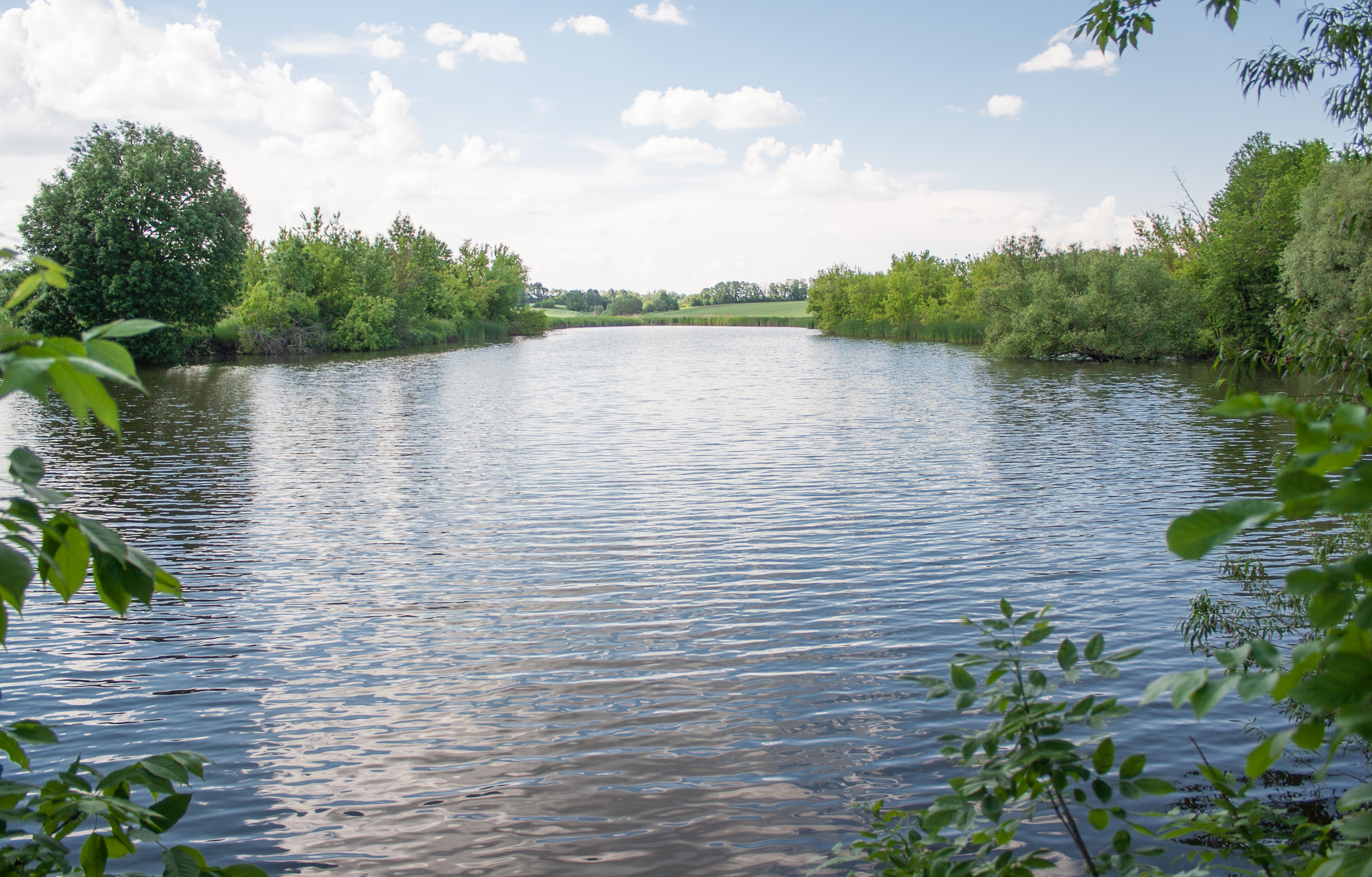
Ставок
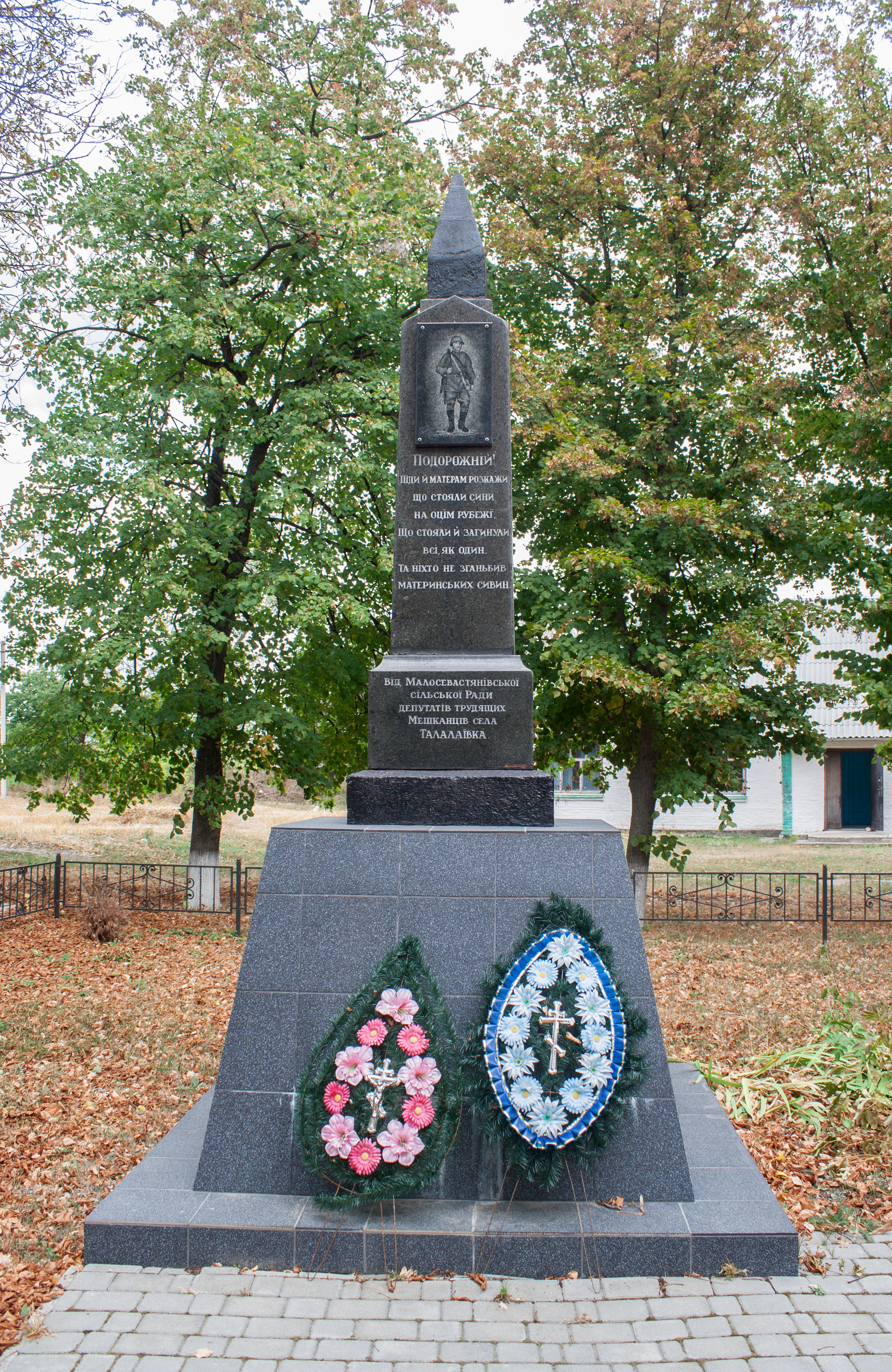
Пам'ятник воїнам-односельцям
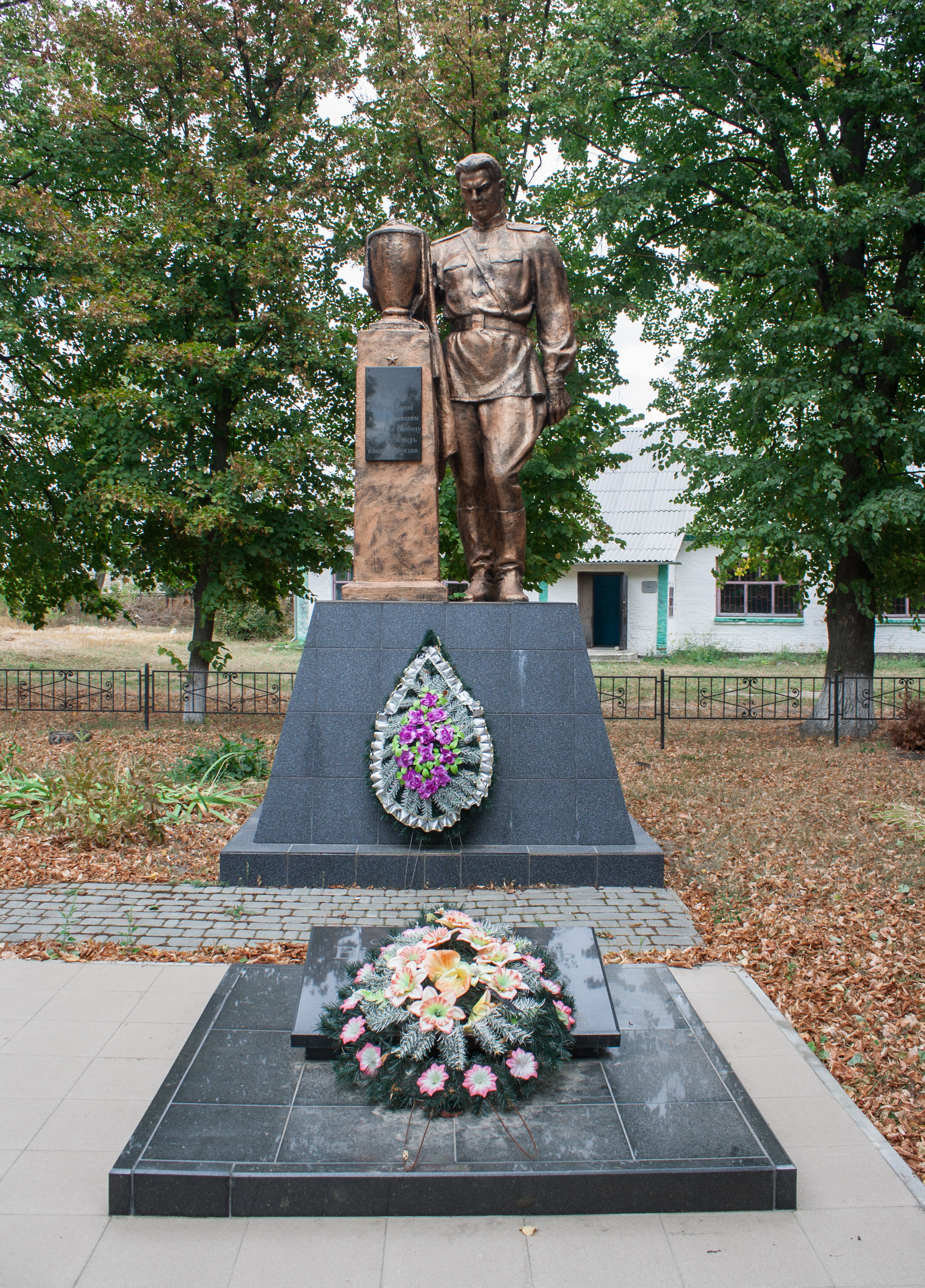
Братська могила радянських воїнів